# Jimramov (nádraží)
Nádraží Jimramov bylo plánované vlakové nádraží v Jimramově, které mělo být vystavěno za rybníkem v lokalitě Žabárna.

## Historie
V 19. století docházelo na Vysočině k modernizaci silniční sítě, neboť v mnoha obcích byla přeprava závislá především na formanství. To se nevyhnulo ani Jimramovu, odkud zdejší formané jezdívali do Brna a Vídně. Díky formanství pak bohatl i městys, což vyvolalo u místních obyvatel odpor k plánované železnici. Ta byla plánována od roku 1864 i díky podpoře hraběte Richarda Belcrediho. V letech 1869-1870 pak docházelo k vyměřování nové železniční trati, která měla vést z Polné přes Žďár nad Sázavou, Nové Město na Moravě, Jimramov a Poličku na Litomyšl. Ještě se stihla vydat koncese a povolení finanční dotace zemským výborem, ovšem k realizaci již nedošlo, neboť vypukla 1. světová válka. Návrat k návrhu vybudování trati se uskutečnil až v roce 1920, ovšem tentokrát již pouze v úseku Nové Město na Moravě – Jimramov – Polička. Ve stejné době vznikl i model plánovaného jimramovského nádraží. S postupným rozvojem autobusové dopravy docházelo i k odstupování od realizace trati a nádraží, ačkoliv snahy pokračovaly i v letech 1924-1935. Poté došlo již k definitivnímu zavržení její výstavby a Jimramov se tak dostal mimo oblast rozvoje.